# Basalt, Colorado
Basalt är en kommun (town) i Eagle County, och Pitkin County, i delstaten Colorado. Vid 2010 års folkräkning hade Basalt 3 857 invånare.